# Alessandro Benvenuti
Alessandro Benvenuti (Pelago 31 de gener de 1950) és un actor, director de cinema i guionista italià Va ser coautor, juntament amb Francesco Nuti i Athina Cenci, de la comèdia televisiva Giancattivi, amb la qual va obtenir els seus primers èxits en l'escenari i en la televisió.

## Biografia
Autor, actor i director de teatre i cinema, es va formar en el cabaret als anys setanta. El 1972 amb Paolo Nativi i Athina Cenci va fundar el trio de Giancattivi, un grup històric de cabaret toscà que va assolir fama nacional a finals dels anys setanta amb l'entrada de Francesco Nuti i la consegüent participació al programa de televisió Non stop. Després de l'èxit d'aquest programa, Benvenuti va debutar al cinema el 1981, dirigint el trio a la comèdia surrealista Ad ovest di Paperino, amb la que el 1982 va guanyar el Nastro d'argento al millor director novell, Així va començar una carrera com a actor (Fatto su misura, 1984) o director (Era una notte buia e tempestosa.... Després de la dissolució de Giancattivi el 1985, va participar en un episodi de Professione vacanze i la pel·lícula Soldati - 365 all'alba,
En 1995 va guanyar un segon Nastro d'argento al millor guió per Belle al bar, on aborda temes relacionats amb la Sexualitat (prostitució i la transsexualitat, per exemple), El 1996 va rebre tres nominacions als Globi d'oro nominacions per la seva comèdia dramàtica Ivo il tardivo, pel·lícula sobre l'autisme, en les categories de millor pel·lícula, millor actor i millor director.
Del 2001 al 2005 va ser director artístic del Teatro Puccini de Florència. El 2006 va ser nomenat director artístic del Teatro Dante de Campi Bisenzio. L'any 2009 va fer i dirigir el concert-espectacle de lletres i cançons Capodiavolo que també es va convertir en llibre. Des del 2013 és el director artístic del Teatro Tor Bella Monaca de Roma i a partir del 2019 del dos teatres de Siena.
L'any 2023 va declarar en una entrevista que va deixar de fer pel·lícules com a director perquè sentia que no li quedava res a dir i també que creia que l'interès per la qualitat s'havia perdut en els últims anys.

## Filmografia parcial

### Director i guionista
Cinema
- Ad ovest di Paperino (1981)
- Era una notte buia e tempestosa... (1985)
- Benvenuti in casa Gori (1990)
- Zitti e mosca (1991)
- Caino e Caino (1993)
- Belle al bar (1994)
- Ivo il tardivo (1995)
- Ritorno a casa Gori (1996)
- I miei più cari amici (1998)
- Ti spiace se bacio mamma? (2003)

Televisió
- Un colpo al cuore - minisèrie (2000)
- Mogli a pezzi - minisèrie (2008)

### Actor
Cinema
- Ad ovest di Paperino, dirigida per Alessandro Benvenuti (1981)
- Fatto su misura, dirigida per Francesco Laudadio (1984)
- Carabinieri si nasce, dirigida per Mariano Laurenti (1985)
- Era una notte buia e tempestosa..., dirigida per Alessandro Benvenuti (1985)
- Il ragazzo del Pony Express, dirigida per Franco Amurri (1986)
- Soldati - 365 all'alba, dirigida per Marco Risi (1987)
- Compagni di scuola, dirigida per Carlo Verdone (1988)
- Benvenuti in casa Gori, dirigida per Alessandro Benvenuti (1990)
- Zitti e mosca, dirigida per Alessandro Benvenuti (1991)
- Caino e Caino, dirigida per Alessandro Benvenuti (1993)
- Belle al bar, dirigida per Alessandro Benvenuti (1994)
- Maniaci sentimentali, dirigida per Simona Izzo (1994)
- Ivo il tardivo, dirigida per Alessandro Benvenuti (1995)
- Albergo Roma, dirigida per Ugo Chiti (1996)
- Ritorno a casa Gori, dirigida per Alessandro Benvenuti (1996)
- I miei più cari amici, dirigida per Alessandro Benvenuti (1998)
- Commedia sexy, dirigida per Claudio Bigagli (2001)
- Il fuggiasco, dirigida per Andrea Manni (2003)
- 13dici a tavola, dirigida per Enrico Oldoini (2003)
- Runaway, dirigida per Andrea Manni (2003)
- Ti spiace se bacio mamma?, dirigida per Alessandro Benvenuti (2003)
- Concorso di colpa, dirigida per Claudio Fragasso (2005)
- Amici miei - Come tutto ebbe inizio, dirigida per Neri Parenti (2011)
- Un fantastico via vai, dirigida per Leonardo Pieraccioni (2013)
- Va bene così, dirigida per Francesco Marioni (2021)
- I cassamortari, dirigida per Claudio Amendola (2022)
- Cattiva coscienza, dirigida per Davide Minnella (2023)

Curtmetratges
- Paese che vai, dirigida per Luca Padrini (2020)
- Bob and Weave, dirigida per Adelmo Togliani (2023)

televisió
- Professione vacanze - sèrie de televisió, episodi 1x4 (1987)
- Un colpo al cuore - minisèrie (2000)
- Caterina e le sue figlie - sèrie de televisió (2005-2010)
- Mogli a pezzi - minisèrie (2008)
- I delitti del BarLume - sèrie de televisió (2014- en curs)